# 佐藤藤佐 (司法官)

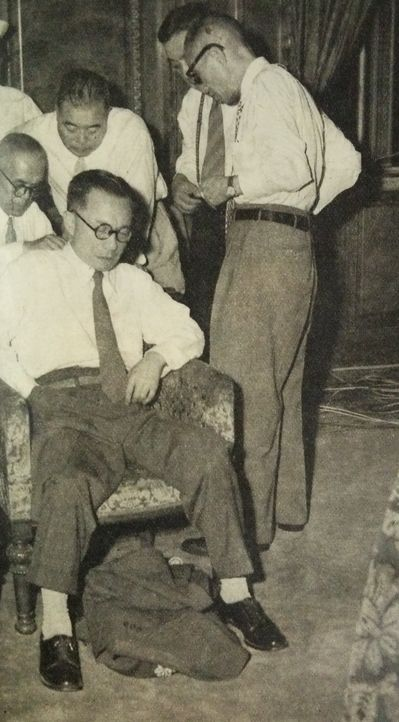
1954年9月6日、衆議院に証人喚問され、造船疑獄について野党の追及を受ける（席上が佐藤）

佐藤 藤佐（さとう とうすけ、1894年（明治27年）1月7日 - 1985年（昭和60年）8月29日）は、日本の裁判官、検察官、検事総長。

## 経歴
秋田県出身。子沢山の家に産まれた故に親が命名するに当たって名字を反転させて名を藤佐とした。北海道庁立札幌中学校、旧制第一高等学校を経て、東京帝国大学法学部卒業。東京地方裁判所判事、司法省刑事局長、司法次官、法務行政長官、刑政長官などを経て、1950年7月14日-1957年7月23日の7年にわたり検事総長の任にあった。
1951年に大橋武夫法務総裁が木内曽益最高検次長検事を札幌高検検事長に人事異動しようとした際に検察官の身分保障を規定した検察庁法第25条を盾に拒否を表明した木内騒動で、佐藤は検察官の身分保障に転官を含むとして木内を支持した。
1954年の造船疑獄事件で自由党幹事長佐藤栄作の逮捕をめざしたが、犬養健法務大臣による逮捕を延期することとする指揮権発動のため果たせなかった。同年9月に国会で行われた証人喚問では「指揮権発動によって、捜査に支障を来たした」と証言した。
1955年11月以降から、長期間検事総長に在任していた佐藤に対して法務大臣から勇退勧告があった際には拒否していたが、1957年に勇退を決め、残り1年半あった定年を待たずに依願退官した。1957年9月に弁護士登録。
のち秋田経済大学（現ノースアジア大学）の学長を務めた。

## 著作
- 「人権の実質的擁護と形式的擁護」『人権』 (2), 1, 1948
- 「貧しい人達への愛情--映画『自転車泥棒』を見て」『警察時報』 5(11), 9-12, 1950-11
- 「独立性と協調性」『衆望』 6(3), 6-8, 1951-03
- 佐藤藤佐、真野毅「最高裁判所の訴訟促進の問題」『ジュリスト』 (3), 16-19, 1952-02
- 「物の見方と考え方」『法曹公論』 53(2), 8-11, 1952-04
- 「警察への協力を阻むもの」『自警』35(1), 12-13, 1953-01
- 「被告人の出廷拒否」『法律のひろば』 6(5), 8-9, 1953-05
- 「暴力関係事犯の取締について」『ジュリスト』 (115), 1956-10-01
- 「検事総長の7年」『法律のひろば』10(9), 17-19, 1957-09
- 「検事総長の回想」『ジュリスト』 (140),1957-10-15
- 「矯正施設における宗教教育」『刑政』69(10), 12-19, 1958-10-01
- 「欧米における矯正施設の現状」『法律のひろば』 11(12), 23-27, 1958-12
- 佐藤藤佐、野村二郎「佐藤藤佐氏に聞く--指揮権発動のことなど(法曹あの頃-7-)」『法学セミナー』 (252), p40-43, 1976-04
- 「検察は『騒音』にまどわされるな(ロッキ-ド疑獄特集)」『朝日ジャーナル』18(26), p7, 1976-07-02
- 佐藤藤佐、松尾浩也、利谷信義,「検察審査会法制定の頃--佐藤藤佐氏に聞く (検察審査会法三〇年<特集>)」『法律時報』50(9), p30-39, 1978-09, NAID 40003506534